# Hay Nijholt
Hay Nijholt (Venlo, 5 november 1931 – Roermond, 16 maart 2020) was een Nederlands voetballer die tijdens zijn profloopbaan uitsluitend voor VVV uitkwam.

## Loopbaan
Afgezien van een kort uitstapje naar SV Blerick speelde Nijholt vanaf zijn jeugd bij VVV en bleef ook bij die club, toen in 1954 veel medespelers de overstap maakten naar profclub Sportclub Venlo '54. Na de fusie tussen VVV en Sportclub Venlo '54 kwam de linksbuiten alsnog in het betaald voetbal terecht. Daar maakte hij op 19 december 1954 zijn profdebuut in een met 4-0 gewonnen thuiswedstrijd tegen AGOVV, als invaller voor Jan Schatorjé. Drie jaar later vertrok hij bij de Venlose club om bij stadgenoot Quick Boys '31 te gaan spelen. Na zijn spelersloopbaan was Nijholt nog jarenlang actief als scheidsrechter in het amateurvoetbal. Hij overleed in 2020 op 88-jarige leeftijd.

## Profstatistieken
| Seizoen | Club   | Competitie      | Competitie | Competitie | Beker | Beker | Playoffs | Playoffs | Totaal | Totaal |
| Seizoen | Club   | Competitie      | Wed.       | Dlp.       | Wed.  | Dlp.  | Wed.     | Dlp.     | Wed.   | Dlp.   |
| ------- | ------ | --------------- | ---------- | ---------- | ----- | ----- | -------- | -------- | ------ | ------ |
| 1954/55 | VVV    | Eerste klasse D | 3          | 0          | —     | —     | —        | —        | 3      | 0      |
| 1955/56 | VVV    | Hoofdklasse A   | 1          | 0          | —     | —     | —        | —        | 1      | 0      |
| 1956/57 | VVV    | Eredivisie      | 0          | 0          | 0     | 0     | —        | —        | 0      | 0      |
| Totaal  | Totaal | Totaal          | 4          | 0          | 0     | 0     | 0        | 0        | 4      | 0      |

## Trivia
Hay Nijholt was een oudere broer van Boy Nijholt, die tussen 1966 en 1967 eveneens in het eerste elftal van VVV speelde.